# Nedeljko Rašula
Nedeljko Rašula (kyrillisch: Недељко Рашула; * 20. Juni 1937 in Čaplja, Sanski Most; † Anfang April 2011 in Sremska Mitrovica, Vojvodina, Serbien) war ein bosnisch-herzegowinischer Politiker der Srpska Demokratska Stranka (SDS) aus der Republika Srpska.

## Leben
Nach dem Schulbesuch studierte Rašula Literaturwissenschaften an der Universität Belgrad und war nach Beendigung des Studiums als Literaturwissenschaftler tätig. Später begann er sich auch politisch zu engagieren und gehörte 1990 zu den Gründern der SDS in Sanski Most und war zugleich erster Vorsitzender des dortigen Stadtkomitees der SDS.
1990 wurde er außerdem Bürgermeister von Sanski Most und übte dieses Amt bis 1995 aus. Kurz vor der Gründung der Republika Srpska am 9. Januar 1992 wurde er im Oktober 1991 zum Mitglied in die erste Nationalversammlung gewählt und gehörte dieser bis Oktober 1996 an.
Nach Beendigung seiner Amtszeit als Bürgermeister erfolgte 1995 seine Berufung zum Minister für Bildung und Kultur während der Amtszeit von Präsident Radovan Karadžić. 1996 schied er auch aus diesem Ministeramt aus.